# Kontrafaktische Stabilität
Kontrafaktische Stabilität ist ein Begriff der soziologischen Systemtheorie, der durch Luhmann in das systemtheoretische Begriffsfeld der normativen Erwartungen eingeführt wurde.
Der Begriff beschreibt, dass eine Gesellschaft als soziales System Erfahrungen aus der Umwelt des Systems derart eingeschränkt auswählt, dass sie sich gegen manche Erfahrung völlig immunisieren kann. Sie entwickelt dann keine neue (alternative) Erwartung („lernt nicht“) – auch dann nicht, wenn die alte Erwartung immer wieder enttäuscht wird. Bestimmte Erwartungen sind demnach contra factum (lat., „gegen das Faktum“) konsequent stabil.
Erwartungen, die kontrafaktisch stabil sind, bilden nur einen sehr kleinen Teil aller Erwartungen. In der Regel ist eine Erwartung nicht kontrafaktisch stabil, sondern wird bei Enttäuschung geändert (sozialer Wandel).

## Beispiele
In unserer Gesellschaft existiert die Muss-Erwartung, dass Menschen keine Morde begehen sollen. Dass diese Erwartung grundsätzlich bestehen bleibt, obwohl ständig Morde und damit Erwartungsenttäuschungen geschehen, nennt man die kontrafaktische Stabilität dieser Erwartung.
Eine Erwartungsenttäuschung muss jedoch nicht zwingend negativ sein.